# Kanton Gy
Der Kanton Gy war bis 2015 ein französischer Wahlkreis im Arrondissement Vesoul, im Département Haute-Saône und in der Region Franche-Comté. Sein Hauptort war Gy. Vertreter im Generalrat des Départements war zuletzt von 2001 bis 2015 Paul Cheviet.

## Gemeinden
Der Kanton umfasste 20 Gemeinden:
| Gemeinde                            | Einwohner | Code postal | Code Insee |
| ----------------------------------- | --------- | ----------- | ---------- |
| Autoreille                          | 268       | 70700       | 70039      |
| Bonnevent-Velloreille               | 287       | 70700       | 70076      |
| Bucey-lès-Gy                        | 593       | 70700       | 70104      |
| La Chapelle-Saint-Quillain          | 96        | 70700       | 70129      |
| Choye                               | 354       | 70700       | 70152      |
| Citey                               | 80        | 70700       | 70156      |
| Étrelles-et-la-Montbleuse           | 52        | 70700       | 70222      |
| Frasne-le-Château                   | 228       | 70700       | 70253      |
| Gézier-et-Fontenelay                | 142       | 70700       | 70268      |
| Gy                                  | 1018      | 70700       | 70282      |
| Montboillon                         | 219       | 70700       | 70356      |
| Oiselay-et-Grachaux                 | 381       | 70700       | 70393      |
| Vantoux-et-Longevelle               | 142       | 70700       | 70521      |
| Vaux-le-Moncelot                    | 63        | 70700       | 70527      |
| Velleclaire                         | 62        | 70700       | 70531      |
| Vellefrey-et-Vellefrange            | 93        | 70700       | 70533      |
| Vellemoz                            | 88        | 70700       | 70538      |
| Velloreille-lès-Choye               | 51        | 70700       | 70540      |
| Villefrancon                        | 73        | 70700       | 70557      |
| Villers-Chemin-et-Mont-lès-Étrelles | 113       | 70700       | 70366      |

## Bevölkerungsentwicklung
| 1962 | 1968 | 1975 | 1982 | 1990 | 1999 |
| ---- | ---- | ---- | ---- | ---- | ---- |
| 3902 | 4156 | 4039 | 4048 | 4130 | 4403 |